# Protosciaena
Protosciaena – rodzaj ryb z rodziny kulbinowatych (Sciaenidae).

## Klasyfikacja
Gatunki zaliczane do tego rodzaju:
- Protosciaena bathytatos
- Protosciaena trewavasae